# Muirton Park
Le Muirton Park est un ancien stade de football construit en 1924 et fermé en 1989, et situé à Perth.

## Histoire
De 1924 à 1989, il est le stade de l'équipe de St Johnstone, le deuxième de leur histoire, après le Recreation Grounds (en) (de 1885 à 1924). Il sera remplacé par le McDiarmid Park à partir de 1989.
Le club s'était installé au Muirton Park à la suite du développement du club et surtout à son accession à la Scottish Football League, ce qui rendait son ancien stade trop petit. Le premier match s'y est joué le 25 décembre 1924 pour la réception de Queen's Park devant 11 000 spectateurs.
Le record de spectateurs est atteint le 10 février 1951 pour un match de Coupe d'Écosse contre les rivaux de Dundee. L'éclairage nocturne a été installé en 1964 pour une première utilisation le 28 novembre 1964 pour la réception de Hearts. Un match de gala est joué contre les Anglais de West Ham, pour fêter l'installation de l'éclairage, le 16 décembre 1964.
Les nouveaux règlements de sécurité font qu'à partir de 1983 le club envisage de se séparer de son stade pour en construire un nouveau, ce qui arrivera 6 années plus tard avec l'inauguration du McDiarmid Park. Le terrain a été racheté par l'enseigne Asda pour y construire un centre commercial.